# Мансел (острів)
Острів Мансел (англ. Mansel Island) — острів у Північному Льдовитому океані в складі Канадського Арктичного архіпелагу. Двадцять восьмий за розміром острів у Канаді і 159-й у світі. 

## Географія
Має площу 3 180 км² - належить Нунавуту, Канада. Острів має 112 км у довжину та 48 км у ширину. Найвища точка — 100 м над рівнем моря.
Томас Баттон відкривав острови в 1613 році та назвав його на честь британського віце-адмірала Роберта Мансела (англ. Robert Mansell).